# Labena yucatanica
Labena yucatanica is een insect dat behoort tot de orde vliesvleugeligen (Hymenoptera) en de familie van de gewone sluipwespen (Ichneumonidae). De wetenschappelijke naam van de soort werd voor het eerst geldig gepubliceerd door Gonzalez-Moreno, Bordera & Saaksjarvi in 2010.